# مديرية الصفراء

تعديل مصدري - تعديل

مديرية الصفراء إحدى مديريات محافظة صعدة في اليمن. بلغ عدد سكانها 50141 نسمة عام 2004. تقع في أقصى شمال صعدة.

موقع مديرية الصفراء في محافظة صعدة